# شتریکشاید
شتریکشاید (به آلمانی: Strickscheid) یک شهر در آلمان است که در بیتبورگ-پروم واقع شده‌است.